# Rajd Włoch 1979

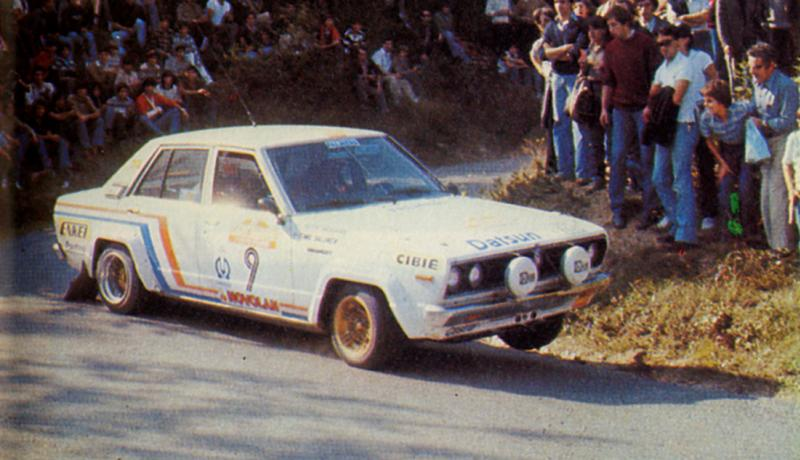
Timo Salonen podczas rajdu

Rajd San Remo 1979 - Rajd Włoch (21. Rallye Sanremo) – 21 Rajd San Remo rozgrywany we Włoszech w dniach 1-7 października. Była to dziewiąta runda Rajdowych Mistrzostw Świata w roku 1979. Rajd został rozegrany na nawierzchni asfaltowej i szutrowej. Bazą rajdu było miasto San Remo.

## Wyniki końcowe rajdu[1]
| Msc. | Kierowca         | Pilot                 | Samochód             | Czas     | Strata   | Grupa |
| ---- | ---------------- | --------------------- | -------------------- | -------- | -------- | ----- |
| 1    | Antonio Fassina  | Mauro Mannini         | Lancia Stratos HF    | 12:37.17 | 0.0      | 4     |
| 2.   | Walter Röhrl     | Christian Geistdörfer | Fiat 131 Abarth      | 12:41.31 | +4.14    | 4     |
| 3.   | Attilio Bettega  | Maurizio Perissinot   | Fiat 131 Abarth      | 12:55.59 | +18.42   | 4     |
| 4.   | Tony Pond        | Ian Grindrod          | Talbot Sunbeam Lotus | 13:05.22 | +28.05   | 4     |
| 5.   | Dario Cerrato    | Luciano Guizzardi     | Opel Ascona B        | 13:11.15 | +33.58   | 2     |
| 6.   | Markku Alén      | Ilkka Kivimäki        | Fiat 131 Abarth      | 13:18.00 | +40.43   | 4     |
| 7.   | Angelo Presotto  | Max Sghedoni          | Ford Escort RS2000   | 13:26.14 | +48.57   | 1     |
| 8.   | Antonio Tognana  | Luciano Tedeschini    | Opel Kadett GT/E     | 13:46.38 | +1:09.21 | 1     |
| 9.   | Domenico Grosoli | Giorgio Barban        | Lancia Stratos HF    | 14:06.56 | +1:29.39 | 4     |
| 10.  | Paolo Pasutti    | Rinaldo Danelutti     | Porsche Carrera RS   | 14:14.25 | +1:37.08 | 3     |

## Wyniki po 9 rundach
Wyniki podają tylko pięć pierwszych miejsc.

### Klasyfikacja producentów
| Lp | Producent | Pkt.      |
| -- | --------- | --------- |
| 1  | Ford      | 120 (132) |
| 2  | Datsun    | 94        |
| 3  | Fiat      | 75        |
| 4  | Toyota    | 38        |
| 5  | Lancia    | 36        |
| 5  | Opel      | 36        |

### Klasyfikacja kierowców
| Lp | Producent       | Pkt. |
| -- | --------------- | ---- |
| 1  | Björn Waldegård | 103  |
| 2  | Hannu Mikkola   | 71   |
| 3  | Markku Alén     | 60   |
| 4  | Ari Vatanen     | 40   |
| 5  | Timo Salonen    | 38   |